# Britse Maagdeneilanden op de Olympische Winterspelen 2014
De Britse Maagdeneilanden namen deel aan de Olympische Winterspelen 2014 in Sotsji, Rusland.
Dertig jaar na de eerste deelname van de Britse Maagdeneilanden, toen met langebaanschaatser Erroll Fraser als enige vertegenwoordiger, kwam freestyleskiër Peter Crook als tweede vertegenwoordiger van deze eilandengroep in actie op de Winterspelen.

## Deelnemers en resultaten
(m) = mannen, (v) = vrouwen 

### Freestyleskiën
| Olympiër    | Onderdeel    | Resultaat | Prestatie                                                   |
| ----------- | ------------ | --------- | ----------------------------------------------------------- |
| Peter Crook | halfpipe (m) | 27e       | kwalificatie: 27e; 25.2 pnt. (24.2 en 25.2) - uitgeschakeld |